# Hierococcyx pectoralis
Hierococcyx pectoralis là một loài chim trong họ Cuculidae.